# 勒克瑙大学

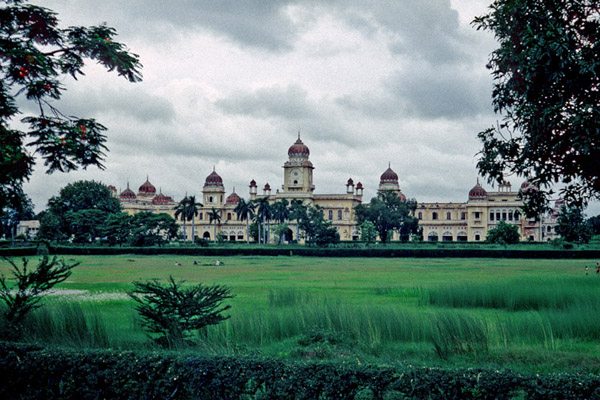
勒克瑙大学

勒克瑙大学是一所主校區位于印度勒克瑙的公立大學 ，成立於1920年11月25日。該大學除了直屬學院，還有556所附屬学院和17所附屬研究所，分佈於勒克瑙、拉埃巴雷利、赫尔多伊、西塔普尔、勒金布尔凯里县。
2024年，該學校的法律专业在印度學術機構及系所排名中的法律類專業排名中名列第23位，总体排名則为第97位。 